# Brachychiton populneus
Espèce
Synonymes
- Poecilodermis populnea Schott & Endl.

Brachychiton populneus, communément connu sous le nom de kurrajong, est une espèce de plantes à fleurs du genre Brachychiton et de la famille des Malvaceae. C'est un arbre de taille petite à moyenne que l'on trouve naturellement en Australie dans une diversité d'habitats allant des districts côtiers les plus humides aux districts semi-arides intérieurs tels que Victoria, la Nouvelle-Galles du Sud et le Queensland. Les graines et la racine étaient des aliments populaires pour les aborigènes australiens.

## Description

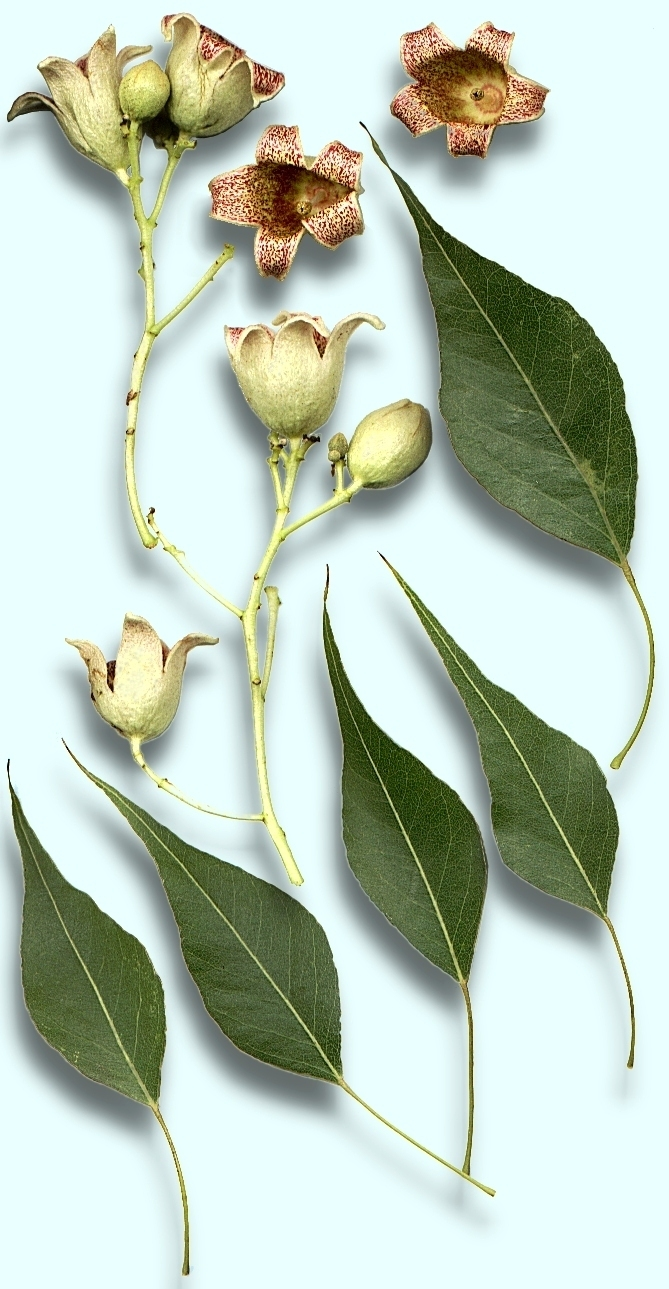
Brachychiton populneus fleurs et feuilles.

Brachychiton populneus est un arbre à feuilles  persistantes ou semi-caduques avec une cime dense; il peut atteindre 10 à 20 mètres de haut. Dans les situations ouvertes, l'arbre a un fût court et trapu qui peut atteindre un diamètre de 50 à 100 cm. Son tronc renferme un dispositif de stockage de l'eau permettant sa survie dans les climats chauds et secs. Les feuilles varient considérablement en forme. Il existe deux sous-espèces qui diffèrent par la forme des feuilles adultes. La sous-espèce trilobus a une distribution plus septentrionale et intérieure et affiche des feuilles à 3, parfois 5, lobes étroits. Les feuilles adultes de la sous-espèce populneus ont des lobes latéraux réduits et ressemblent davantage à celles des peupliers. Il fleurit de mai à juillet. Les fleurs, en forme de cloches, sont de couleur variable (pâle à rose) avec le tube interne de la fleur strié de brun-violet. Les hybrides cultivés impliquant B. populneus présentent des fleurs roses ou rouges. Les graines sont portées dans des fruits ligneux en forme de bateau de 1 à 7 cm de long et sont entourées de poils fins qui peuvent irriter la peau et les yeux. L'espèce est monoïque (les fleurs individuelles sont mâles ou femelles, mais les deux sexes peuvent être trouvés sur la même plante). Les jeunes arbres poussent à partir d'un tubercule qui forme une racine pivotante laquelle résiste à la sécheresse et au feu.

## Dénomination
Le nom spécifique Brachychiton se rapporte à deux mots grecs, signifiant « court » et « tunique », une allusion aux poils entourant la graine dans le fruit et "populneus" une similitude perçue avec le genre Populus, c'est-à-dire les peupliers. Parfois B. populneus est également connu sous les noms de "lacebark kurrajong" et "bottle tree" aux États-Unis. Mais Brachychiton discolor est également appelé "kurrajong lacebark" et Bottle Tree (arbre à bouteille), en effet, ce terme est  couramment appliqué non seulement à d'autres espèces de Brachychiton mais aussi à des espèces d'autres genres à travers le monde. Par ailleurs Brachychiton populneus est un hôte de l'espèce Dendrophthoe glabrescens ou « gui aérien » qui peut le parasiter.
Carrejun et carrejan étaient les noms indigènes des arbres des contreforts des Blue Mountains près de Sydney. Leur écorce était utilisée pour fabriquer de la ficelle et des lignes de pêche. Les fleurs en forme de cloche sont de couleur variable (pâle à rose) tandis que les feuilles varient considérablement en forme. Ces feuilles sont soit simples et pointues.

## Habitat
Brachychiton populneus est une plante des zones tropicales arides à humides, subtropicales et tempérées chaudes, où on la trouve à des altitudes allant jusqu'à 1 000 mètres. Il pousse mieux dans les zones où les températures diurnes annuelles se situent entre 25 et 32°c, mais peut tolérer 13 à 38°c. Les plantes matures peuvent être tuées par des températures de -5°c ou moins, mais les jeunes plantes seront gravement endommagées à -1°cvoir sur ecocrop.fao.org. Il préfère une pluviométrie annuelle moyenne comprise entre 450 et 750 mm, mais tolère 250 à 1 000 mm. Il préfère un sol bien drainé modérément fertile, légèrement acide dans une position ensoleillée
Il a été introduit comme arbre ornemental dans le sud-ouest de l'Australie, Afrique du Sud, Louisiane, Californie, Arizona et Méditerranée. En Australie occidentale, il a été observé comme une envahissante dans les zones perturbées.
Les horticulteurs ont hybridé le kurrajong avec des espèces apparentées Brachychiton, y compris l'arbre bouteille du Queensland (B. rupestris) et le flamboyant Illawarra (B. acerifolius) pour créer de nouvelles plantes ornementales.[citation nécessaire]

## Utilisation
Le kurrajong a de multiples usages et a été utilisé par de nombreux clans et tribus aborigènes australiens à travers l'Australie. Les graines situées dans une gousse étaient souvent retirées, nettoyées des poils fins à l'intérieur de la gousse et rôties. La graine peut être consommée crue ou rôtie. Il peut également être broyé en poudre et transformé en pain, crêpes et autres produits de boulangerie. Ils ont une riche saveur de noisette et de terre. Un aliment autochtone populaire, qui est également appréciable pour les palais occidentaux, surtout lorsque les graines sont roties.
Très nutritif, contenant environ 18 % de protéines, 25 % de matières grasses et des niveaux élevés de zinc et de magnésium. La graine torréfiée est utilisée comme substitut de café.
La racine en forme d'igname est souvent beaucoup plus large que la tige au-dessus. Les racines pivotantes des jeunes arbres et les jeunes racines des vieux arbres sont utilisées. Une fois bouillis, ils ont une saveur similaire à celle des navets, mais plus sucrée, les plantes indigènes utiles d'Australie. Un aliment populaire chez les Aborigènes d'Australie.
De l'eau pouvait être obtenue à partir des racines de l'arbre en perçant un trou dans le tronc et en pressant le bois. Les cosses de graines étaient aussi transformées en hochet ou en jouet pour enfants. Le bois tendre et spongieux était utilisé pour fabriquer des boucliers et l'écorce fournissait des fibres. Les feuilles sont également utilisées comme fourrage d'urgence pour le bétail touché par la sécheresse. Enfin les colons européens utilisaient les graines comme supplément de café en torréfiant et en écrasant les graines.
La capsule de graine contient des poils irritants, semblables à des glochides, et ne doit être manipulée qu'avec des gants,.

## Galerie

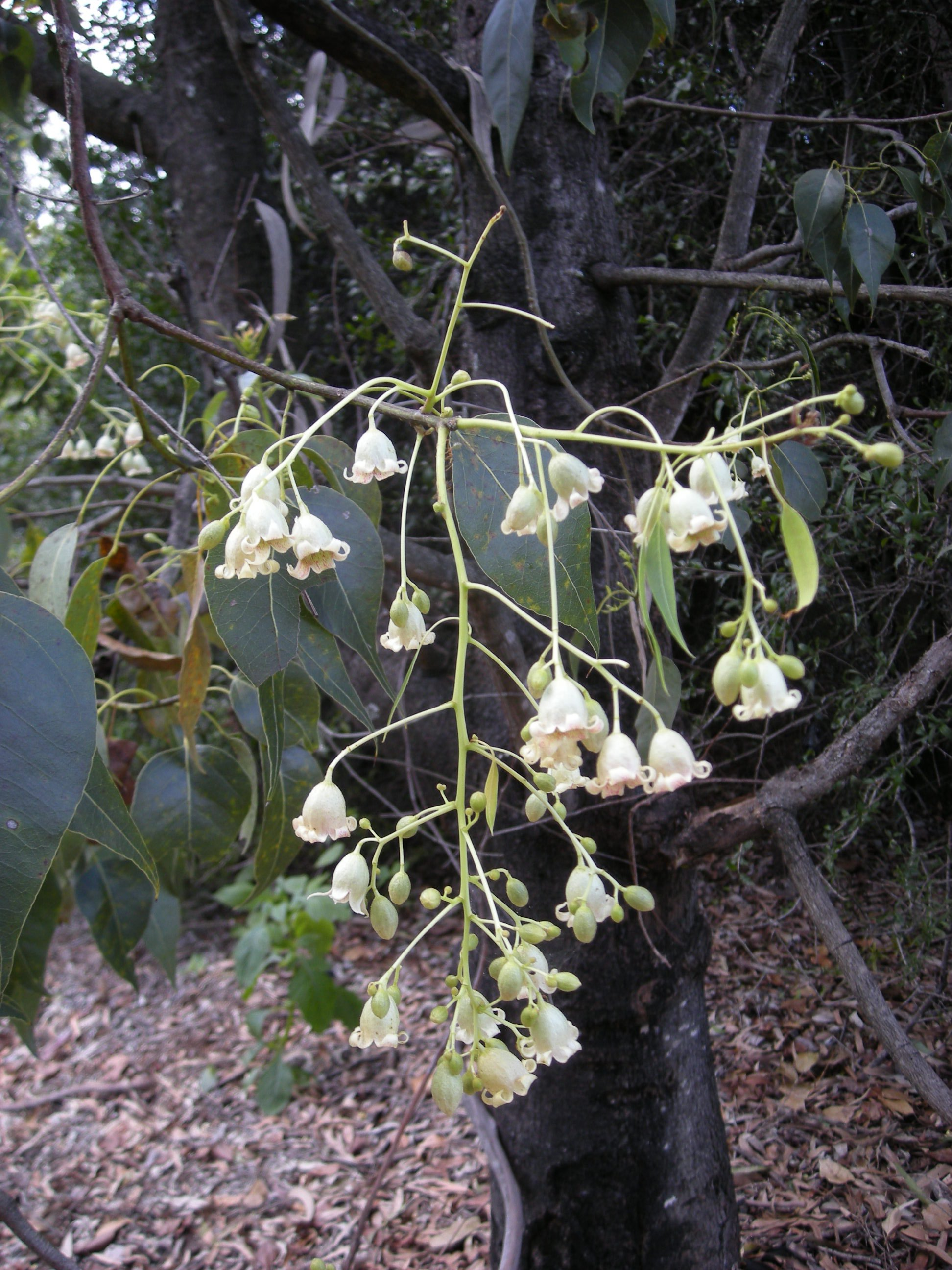
fleurs de Brachychiton populneus .
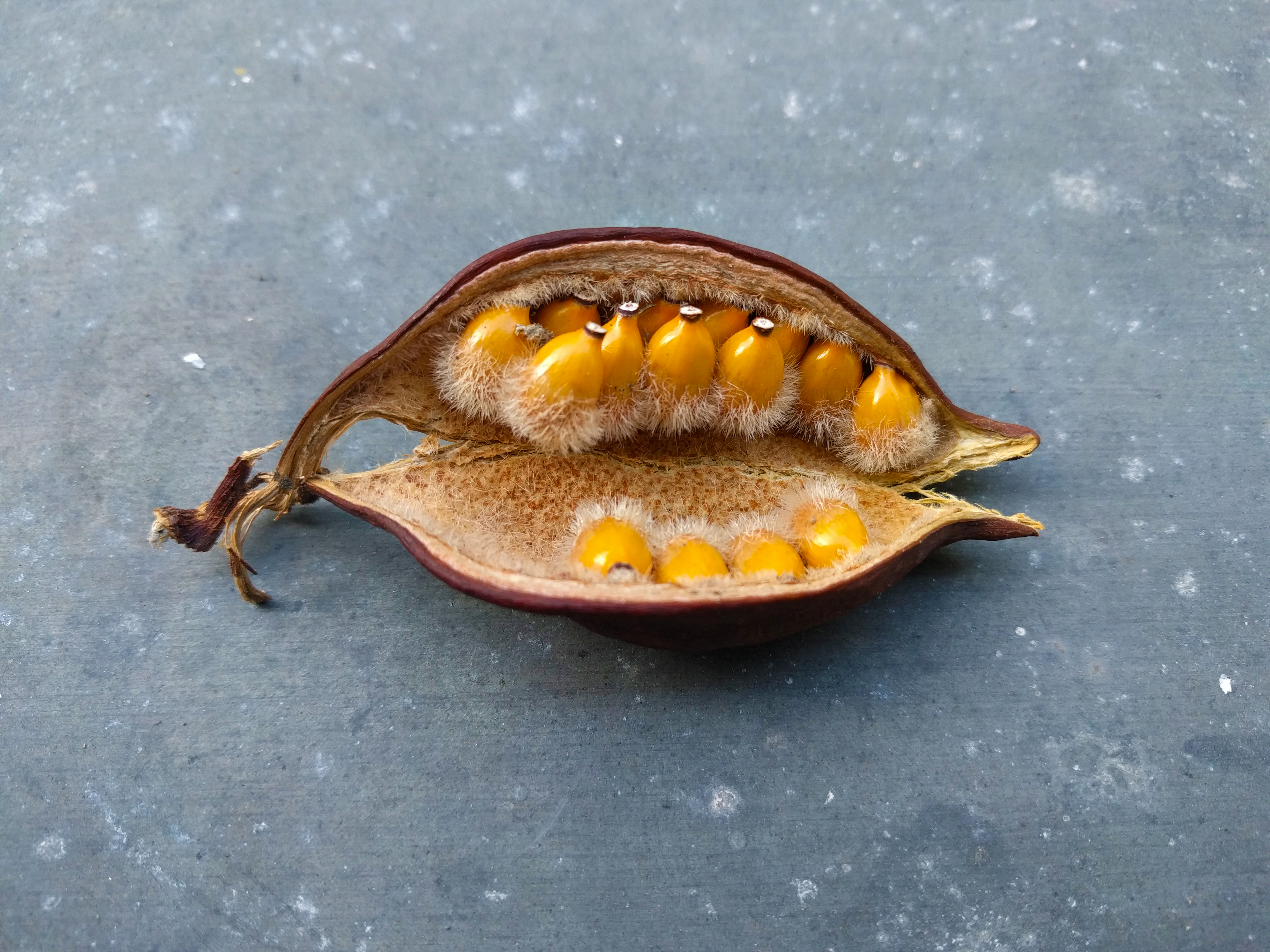
Gousse ouverte de Brachychiton populneus (Agadir au Maroc).
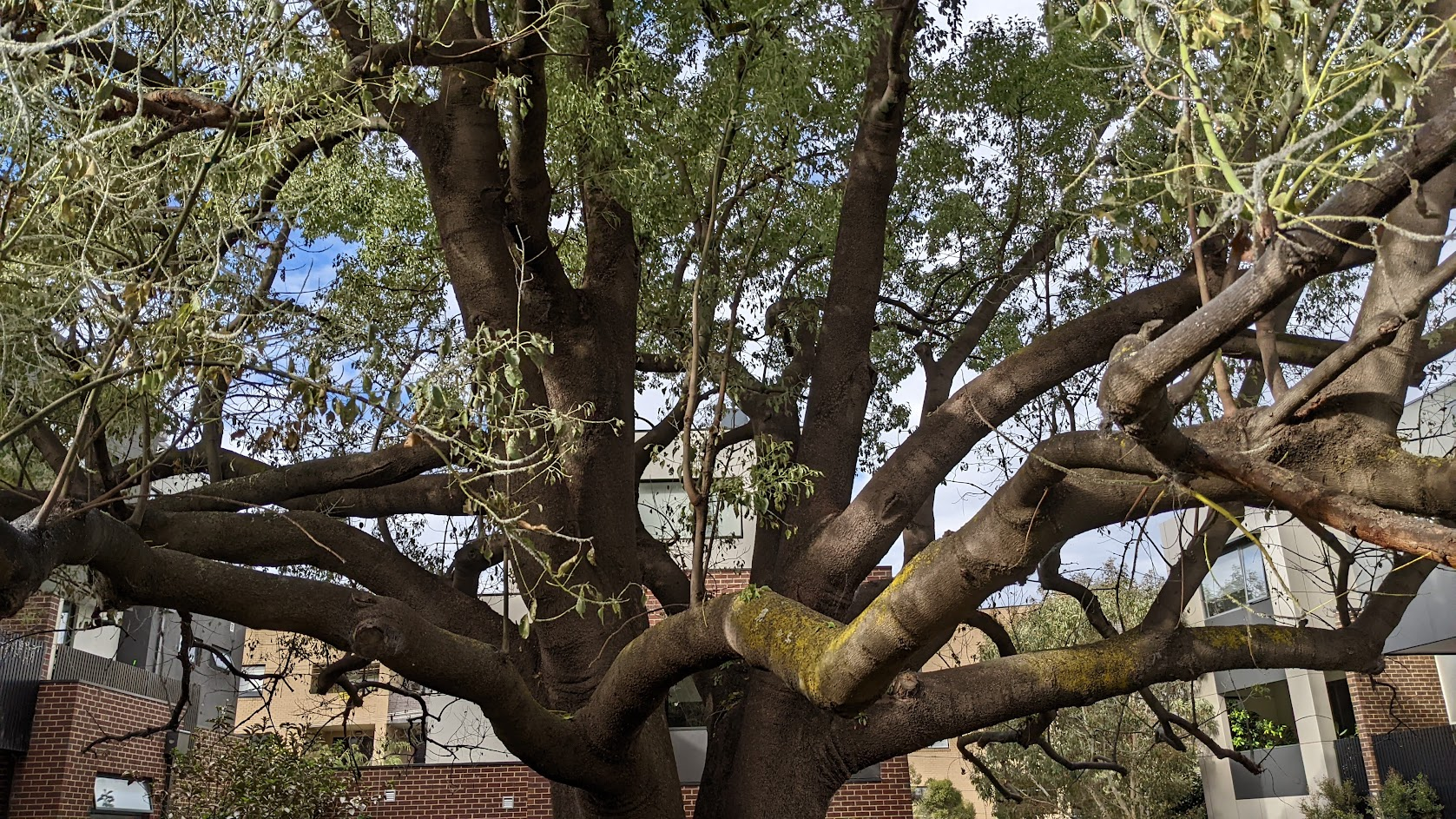
Arbre planté à Melbourne en 1902.
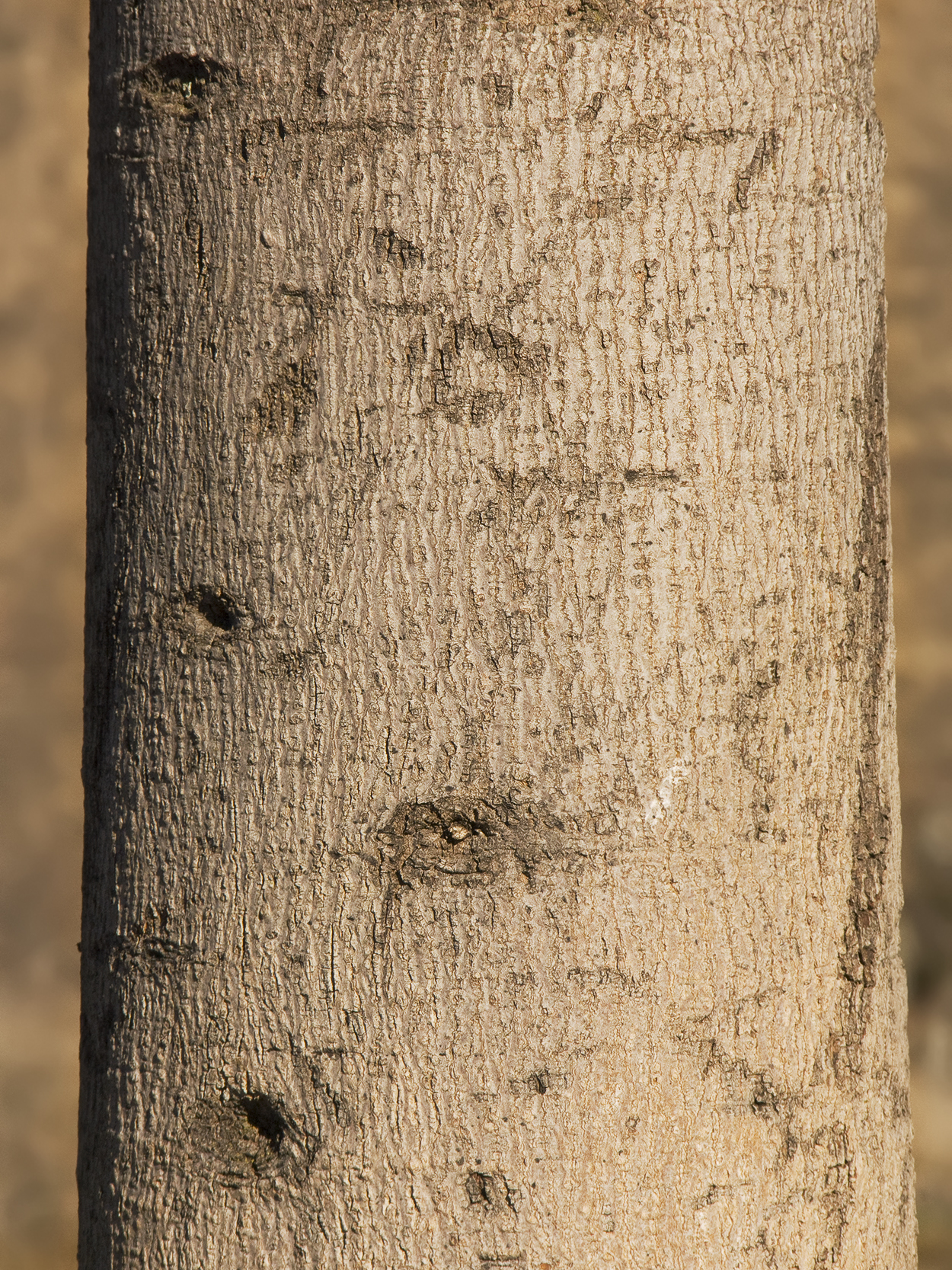
Détail de l'écorce sur le tronc.